# Миколаївський спеціалізований центр бойової підготовки
Спеціалізований центр бойової підготовки авіаційних фахівців Збройних сил України — спеціальний навчальний заклад Міністерства оборони України для бойової підготовки авіаційних фахівців Повітряних Сил Збройних Сил Українита інших військових формувань.

## Історія частини

### Військово-морське мінно-торпедне авіаційне училище імені Сигізмунда Леваневського
Вважається, що Центр бере початок з 1929 року, коли в Миколаєві була сформована льотна школа. У 1938 році її переформували в школу морських льотчиків, і їй було присвоєне ім'я полярного льотчика, Героя Радянського Союзу Сигізмунда Олександровича Леваневського. В тому ж році на базі школи було створене Військово-морське мінно-торпедне авіаційне училище льотчиків і штурманів імені Сигізмунда Леваневського. Тільки в часи Другої світової війни в ньому пройшли навчання понад дві тисячі військових авіаторів.

### 33-й Центр бойового застосування і переучування авіації ВМФ імені Преображенського
2 листопада 1959 року наказом Міністра оборони СРСР училище було переформоване у 33-й навчальний центр авіації Військово-Морського Флоту. Ініціатива створення Центру належала тодішньому начальнику авіації ВМФ, Герою Радянського Союзу генерал-полковнику авіації Євгену Миколайовичу Преображенському.
Завдання Центру полягали в підготовці льотчиків і штурманів екіпажів бомбардувальників, які прибували з військових навчальних закладів військово-повітряних сил для комплектування мінно-торпедної авіації флоту. Крім того, Центр став зосередженням наукової думки та практичних розробок з бойового застосування морської авіації.
При формуванні організаційно-штатної структури Центру був врахований досвід створення і практичної діяльності центрів бойової підготовки Військово-Повітряних Сил і Військово-Морського Флоту СРСР: навчальний центр включав навчально-льотний відділ, чотири науково-дослідних відділи, два авіаційних полки — 540-й морський тренувальний авіаполк (інструкторський) на літаках Іл-28 і Ту-16 на аеродромі Кульбакине (Миколаїв) і 555-й протичовновий змішаний авіаційний полк (дослідницько-інструкторський) на аеродромі Очаків, що мав у своєму складі вертольоти Ка-15 і Мі-4 різних модифікацій.
У 1967 році 33-й навчальний центр авіації ВМФ був перейменований на 33-й центр бойового застосування і переучування льотного складу авіації ВМФ. Частині було присвоєне ім'я Героя Радянського Союзу Євгена Миколайовича Преображенського, в часи Другої світової війни командира морської бомбардувальної авіаескадрильї, яка в ніч з 7 на 8 серпня 1941 року завдала першого бомбового удару по Берліну.
17 вересня 1976 року для підготовки льотчиків палубної авіації у складі 33 ЦБЗ і ПЛС МА був сформований 299-й інструкторсько-дослідницький корабельний авіаполк на літаках Як-38 і МіГ-21, який став базуватися на аеродромі Саки, а у складі 555-го дослідницько-інструкторського полку створена навчальна ескадрилья на літаках Л-39.
Подальша направленість діяльності Центру значною мірою була обумовлена будівництвом перших радянських протичовнових і авіаносних крейсерів. У 1982 році в Саках введений в експлуатацію наземний науково-тренувальний комплекс корабельної авіації «Нитка», а у 1987 році — сформоване 39-е управління випробувального навчально-тренувального комплексу корабельної авіації. 13 грудня 1988 року директивою Головного штабу ВМФ на базі 39-го управління в Саках був створений 1063-й центр бойового застосування корабельної авіації, до якого увійшли 23 ІУТК, 229-й окремий корабельний інструкторсько-досліднцький штурмовий авіаполк (на літаках Як-38, пізніше МіГ-21 і Су-25) і сформований 10 березня 1986 року 100-й окремий корабельний винищувальний авіаційний полк (на літаках Су-27 і МіГ-29). Центр також замикався на 33-й центр бойового застосування і переучування льотного складу авіації ВМФ.
За час існування навчального з'єднання, у 33-му центрі бойового застосування і переучування льотного складу і підпорядкованих йому частинах підготовку пройшли понад 2,5 тисячі авіаційних фахівців. Загальний наліт Центру становить 318 370 годин. Вихованцями Центру стали тридцять чотири Герої Радянського Союзу, один двічі Герой Радянського Союзу.

### Спеціалізований центр бойової підготовки авіаційних фахівців ПС ЗС України

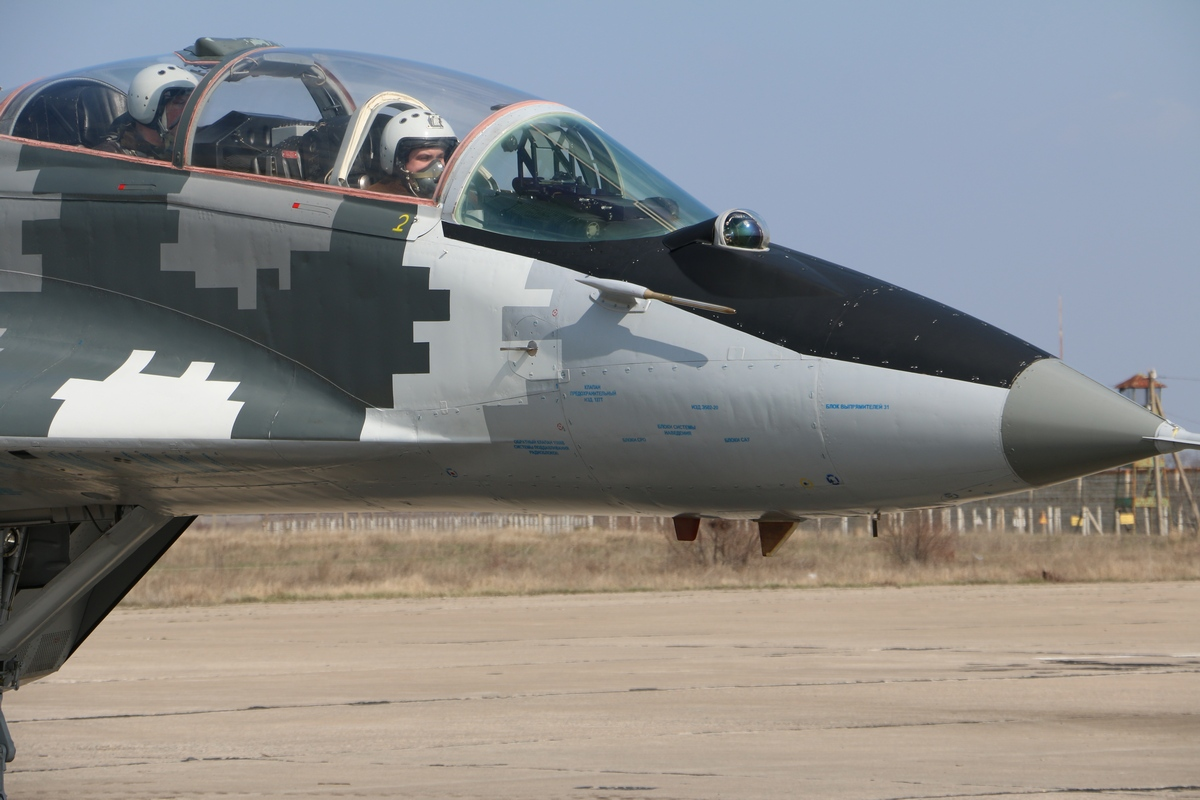

У квітні 1992 року 33-й центр бойового застосування і переучування разом з підпорядкованими частинами в Очакові і Саках присягнув Україні. Наказом Міністра оборони з'єднання було зараховане до складу Збройних сил України. Перехід Центру майже повним складом під державний прапор України багато значив у формуванні збройних сил держави.
В складі Збройних сил України Центр став 33-м центром бойової підготовки авіаційних фахівців і був підпорядкований командуванню Військово-Повітряних Сил. Навчально-тренажерна база Центру — Іл-76, МіГ-29, Су-25, Л-39, Су-24, «Репітер» тощо.
З 2008 року центр має назву Спеціалізований центр бойової підготовки авіаційних фахівців Повітряних Сил Збройних Сил України. 31 жовтня 2009 року на честь 50-річного ювілею частини Центр отримав штандарт з почесним найменуванням «Миколаївський».

## Втрати
- старший солдат Олексієнко Михайло Володимирович, 19 грудня 2016, Костянтинівка[6]